# Rob Cross
Rob Cross (Pembury, 1990. szeptember 21. –) világbajnok angol dartsjátékos. 2016-tól a Professional Darts Corporation tagja. Beceneve "Voltage".

## Pályafutása

### PDC
Cross első tornája a PDC-nél a 2016-os UK Open volt, ahová az amatőrök közül sikerült kivívnia a kvalifikációt. A tornán legyőzte Wes Newtont és Jeffrey de Graaf-ot is, mielőtt a negyedik körben Michael van Gerwen ellen kiesett. Ekkor még Cross-nak a Pro Tour versenyekhez szükséges kártyája sem volt meg, amelyet még ebben az évben megszerzett a PDC Challenge Tour keretei között, ahol három versenyt is megnyert.
2017-ben már ezzel kvalifikált a UK Open-re, ahol a negyeddöntőig jutott és ott kapott ki az első helyen kiemelt és későbbi győztes Peter Wright ellen 10–6-ra. Egy héttel később megszületett első győzelme a PDC-nél a Players Championship harmadik állomásán. Itt megverte többek között Raymond van Barneveld-et és Gerwyn Price-t is. A döntőben honfitársa Mervyn King volt az ellenfele, akit 6–5-re győzött le.
Cross a továbbiakban is jól szerepelt a versenyeken és először vehetett részt a European Tour állomásain. A German Darts Open-en és a European Darts Grand Prix-n negyeddöntőket játszhatott. A Players Championship 12. állomásán Ian White ellen megszerezte második tornagyőzelmét. Jó teljesítményének köszönhetően a PDC Pro Tour ranglistán is előrelépett, ennek köszönhetően részt részt vehetett a World Matchplay-en, ahol a nyolcaddöntőig jutott. Szeptemberben a German Darts Grand Prix-n kiválóan játszott és döntőbe került, ahol van Gerwen ellen kapott ki 6–3-ra és lett második a tornán. Még ebben a hónapban a Players Championship 19. állomásán megszerezte újabb győzelmét. Két fordulóval később újra diadalmaskodott a Barnsley-ban a Players Championship-ben, így már ez volt a negyedik győzelme az évben és profi karrierje során is. A torna után bekerült a világranglistán a legjobb 32-be.
Az Európa-bajnokságon jó teljesítménnyel a fináléba jutott, ahol Michael van Gerwen ellen játszhatta első döntőjét egy kiemelt PDC tornán. A döntőt elvesztette a világbajnok holland ellen 11–7-re, így a második helyen zárt. A döntős részvételért Cross 40 000 fontot kapott, amivel a világranglistán elfoglalt helye alapján részt vehetett a Grand Slam of Darts versenyen. Ott Cross a negyeddöntőig jutott, ahol újra van Gerwen ellen kapott ki, ezúttal 16–13-ra. Cross ebben az évben még részt vett a Players Championship nagy döntőjén, ahol egészen az elődöntőig sikerült eljutnia. A 2018-as világbajnokság előtt a világranglistán a 20. kiemelt helyen várhatta a sorsolást.
Itt első szereplése alkalmával a döntőbe jutott, miután Aszada Szeigo, Michael Smith, John Henderson, Dimitri Van den Bergh és Michael van Gerwen ellen is sikerült győzni, úgy hogy Smith ellen két, van Gerwen ellen pedig hat meccsnyilat hárított. A döntőben 7–2-re diadalmaskodott a tizenhatszoros világbajnok, az utolsó tornáján szereplő Phil Taylor ellen.
Cross a 2019-es világbajnokságot a világranglista második helyén kiemeltként várhatta, így csak a második fordulóban kapcsolódott be a küzdelmekbe, de már az első nap lejátszotta mérkőzését a lebonyolításnak megfelelően. Ellenfele a pár órával előtte az indiai Nitin Kumar-t legyőző Jeffrey de Zwaan volt, akit végül egy óriási mérkőzésen 3–1-re vert, úgy, hogy 103-as átlagot produkált ellenfele 106-os körátlagával szemben. A következő fordulóban a spanyol Cristo Reyes ellen kellett kiharcolnia a továbbjutást Cross-nak, akit végül 4–0-ra sikerült legyőznie. Cross-nak a negyedik körben Luke Humphries-szal kellett megküzdenie a negyeddöntőbe jutásért, de 2–0-ás kezdeti vezetése ellenére 4–2-re kikapott és kiesett a világbajnokságról.
2021 októberében pályafutása során másodszor nyerte meg az Európa-bajnokságot, a döntőben 11–8-ra legyőzve Michael van Gerwent.

## Világbajnoki szereplései

### PDC
- 2018: Győztes ( Phil Taylor ellen 7–2)
- 2019: Negyedik kör (vereség  Luke Humphries ellen 2–4)
- 2020: Második kör (vereség  Kim Huybrechts ellen 0–3)
- 2021: Második kör (vereség  Dirk van Duijvenbode ellen 0–3)
- 2022: Negyedik kör (vereség  Gary Anderson ellen 3–4)
- 2023: Negyedik kör (vereség  Chris Dobey ellen 2–4)
- 2024: Elődöntő (vereség  Luke Littler ellen 2–6)
- 2025: Második kör (vereség  Scott Williams ellen 1–3)

## Döntői

### PDC nagytornák: 10 döntős szereplés
| Történet                          |
| PDC Világbajnokság (1–0)          |
| World Matchplay (1–0)             |
| Grand Slam (0–1)                  |
| Premier League (0–1)              |
| UK Open (0–1)                     |
| The Masters (0–1)                 |
| Európa-bajnokság (2–1)            |
| Players Championship Finals (0–1) |

| Eredmény | Sorszám | Év   | Bajnokság                   | Ellenfél a döntőben | Pontok    |
| Döntős   | 1.      | 2017 | Európa-bajnokság            | Michael van Gerwen  | 7–11 (l)  |
| Győztes  | 1.      | 2018 | PDC Világbajnokság          | Phil Taylor         | 7–2 (sz)  |
| Döntős   | 2.      | 2019 | UK Open                     | Nathan Aspinall     | 5–11 (l)  |
| Döntős   | 3.      | 2019 | Premier League Darts        | Michael van Gerwen  | 5–11 (l)  |
| Győztes  | 2.      | 2019 | World Matchplay             | Michael Smith       | 18–13 (l) |
| Győztes  | 3.      | 2019 | Európa-bajnokság            | Gerwyn Price        | 11–6 (l)  |
| Győztes  | 4.      | 2021 | Európa-bajnokság            | Michael van Gerwen  | 11–8 (l)  |
| Döntős   | 4.      | 2022 | Players Championship Finals | Michael van Gerwen  | 6–11 (l)  |
| Döntős   | 5.      | 2023 | The Masters                 | Chris Dobey         | 7–11 (l)  |
| Döntős   | 6.      | 2023 | Grand Slam of Darts         | Luke Humphries      | 8–16 (l)  |

### PDC World Series of Darts tornák: 12 döntős szereplés
| Történet                           |
| World Series of Darts Finals (0–1) |
| World Series of Darts (5–6)        |

| Eredmény | Sorszám | Év   | Bajnokság                     | Ellenfél a döntőben | Pontok   |
| Döntős   | 1.      | 2018 | US Darts Masters              | Gary Anderson       | 4–8 (l)  |
| Döntős   | 2.      | 2018 | Shanghai Darts Masters        | Michael Smith       | 2–8 (l)  |
| Győztes  | 1.      | 2018 | Brisbane Darts Masters        | Michael van Gerwen  | 11–6 (l) |
| Döntős   | 3.      | 2019 | Brisbane Darts Masters        | Damon Heta          | 7–8 (l)  |
| Döntős   | 4.      | 2020 | World Series of Darts Finals  | Gerwyn Price        | 9–11 (l) |
| Győztes  | 2.      | 2023 | New Zealand Darts Masters     | Nathan Aspinall     | 8–7 (l)  |
| Győztes  | 3.      | 2023 | New South Wales Darts Masters | Damon Heta          | 8–1 (l)  |
| Győztes  | 4.      | 2024 | US Darts Masters              | Gerwyn Price        | 8–7 (l)  |
| Döntős   | 5.      | 2024 | Nordic Darts Masters          | Gerwyn Price        | 5–8 (l)  |
| Döntős   | 6.      | 2024 | Poland Darts Masters          | Luke Littler        | 3–8 (l)  |
| Győztes  | 5.      | 2025 | Dutch Darts Masters           | Stephen Bunting     | 8–5 (l)  |
| Döntős   | 7.      | 2025 | Nordic Darts Masters          | Stephen Bunting     | 4–8 (l)  |

### PDC csapatversenyek: 1 döntős szereplés
| Eredmény | Sorszám | Év   | Bajnokság          | Ország | Csapattárs    | Ellenfél a döntőben                   | Pontok  |
| Döntős   | 1.      | 2020 | World Cup of Darts | Anglia | Michael Smith | Wales (Gerwyn Price és Jonny Clayton) | 0–3 (m) |

1. 1 2 3  (l) = pontszám legekben, (sz) = pontszám szettekben, (m) = pontszám mérkőzésekben.

## További tornagyőzelmei
| Players Championships - Players Championship (BAR): 2017 (x2), 2021, 2022 (x2) - Players Championship (DUB): 2017 - Players Championship (LEI): 2023 - Players Championship (MK): 2017 - Players Championship (WIG): 2018, 2025 | European Tour Events - Baltic Sea Darts Open: 2024 - European Darts Grand Prix: 2023 PDC Challenge Tour - Challenge Tour: 2016 (x3) World Series of Darts Events - Brisbane Darts Masters: 2018 - Dutch Darts Masters: 2025 - New South Wales Darts Masters: 2023 - New Zealand Darts Masters: 2023 - US Darts Masters: 2024 |

## Televíziós 9 nyilasai
| Dátum            | Ellenfél        | Torna                | Kombináció                      | Forrás |
| ---------------- | --------------- | -------------------- | ------------------------------- | ------ |
| 2025. március 6. | Nathan Aspinall | Premier League Darts | 3 x T20; 3 x T20; T19, T16, D18 | [ 11 ] |